# Saint-Thuriau
Saint-Thuriau (bretonisch: Sant-Turiav) ist eine französische Gemeinde mit 1880 Einwohnern (Stand 1. Januar 2022) im Département Morbihan in der Region Bretagne. Sie gehört zum Gemeindeverband Pontivy Communauté.

## Geographie
Saint-Thuriau liegt im Norden des Départements Morbihan und gehört zum Pays de Pontivy.
Nachbargemeinden sind Noyal-Pontivy im Nordosten und Osten, Évellys im Südosten und Süden, Pluméliau-Bieuzy im Südwesten, Le Sourn im Westen sowie Pontivy im Nordwesten. 
Durch die Gemeinde führt die D700/D768 (ehemals Route nationale 168) als wichtigste Straßenverbindung. Durch den östlichen Teil des Gemeindegebiets verläuft die D767 von Guingamp nach Vannes.
Die bedeutendsten Gewässer sind der Fluss Blavet und die Bäche Fontaine Nevé, Coëthuan und Kerihuel. Diese bilden gleichzeitig teilweise die Gemeindegrenze.

## Bevölkerungsentwicklung
| Jahr      | 1962 | 1968 | 1975 | 1982 | 1990 | 1999 | 2006 | 2019 |
| Einwohner | 1009 | 1007 | 1135 | 1517 | 1705 | 1848 | 1869 | 1865 |

## Geschichte
Die Gemeinde gehörte zur bretonischen Region Bro Gwened (frz. Vannetais) und innerhalb dieser Region zum Gebiet Bro Pondi (frz. Pays de Pontivy) und teilt dessen Geschichte. Sie entstand 1839 durch eine Aufsplitterung der damaligen Gemeinde Noyal-Pontivy in fünf Gemeinden.

## Sehenswürdigkeiten
- Kirche Saint-Thuriau aus dem 17. Jahrhundert, Monument historique
- Kapelle Le Gohazé, auch Notre-Dame de la Joie aus dem 16. und 17. Jahrhundert, Monument historique
- Kapelle Saint-Mathias im Ort Saint-Mathias aus dem 19. Jahrhundert
- Kalvarienberg von Kerfraval aus dem 18. Jahrhundert
- Postwechselstation von 1657 bis 1670
- Haus von Kerdonal aus dem 17. Jahrhundert
- traditioneller Brotofen in Gohazé
- Brunnen von La Houssaye aus dem Jahr 1724
- Brunnen Saint-Mathias
- Brotofen in Le Gohaze
- Mühle in Le Roch aus dem Jahr 1471

Quelle:

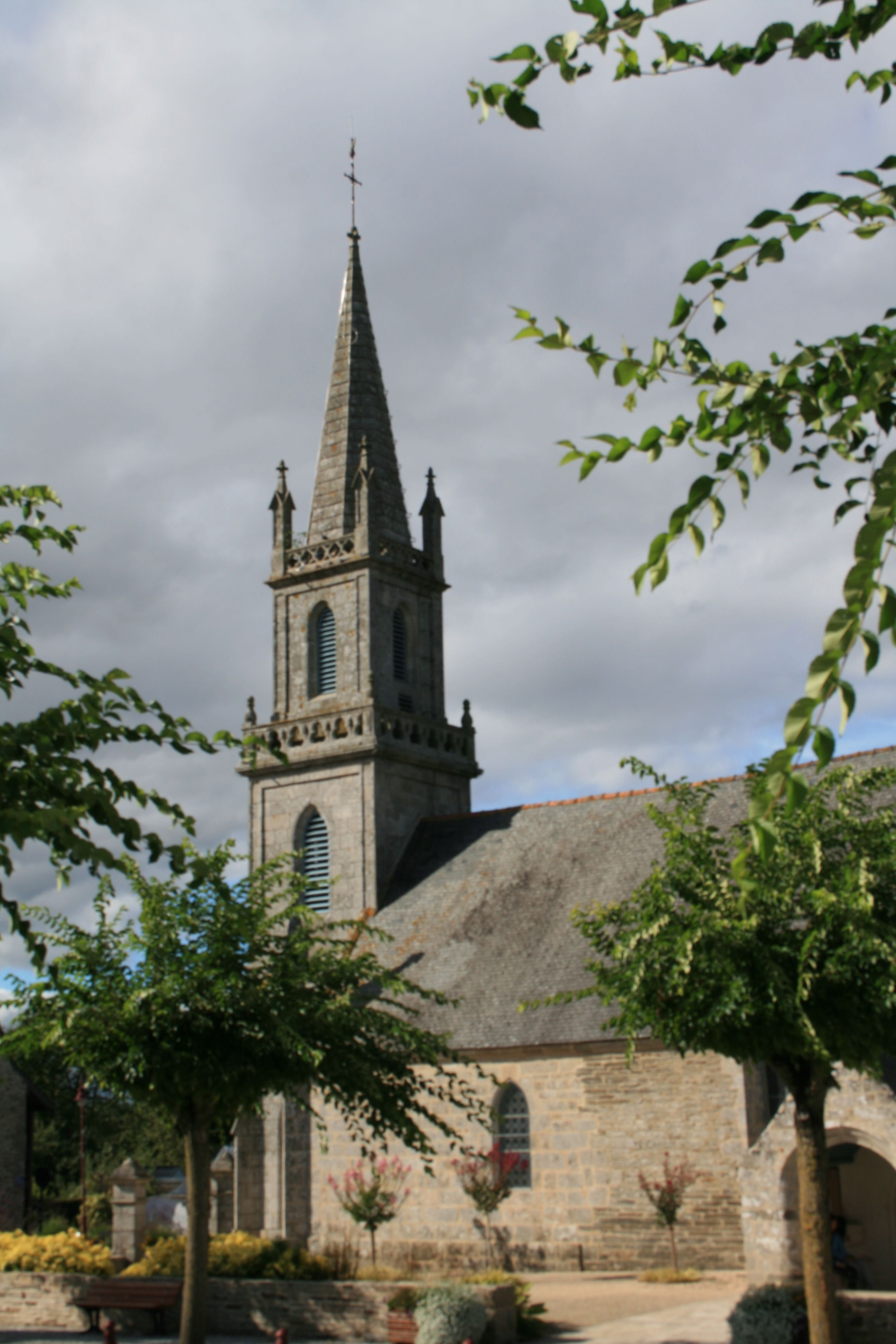
Kirche Saint-Thuriau
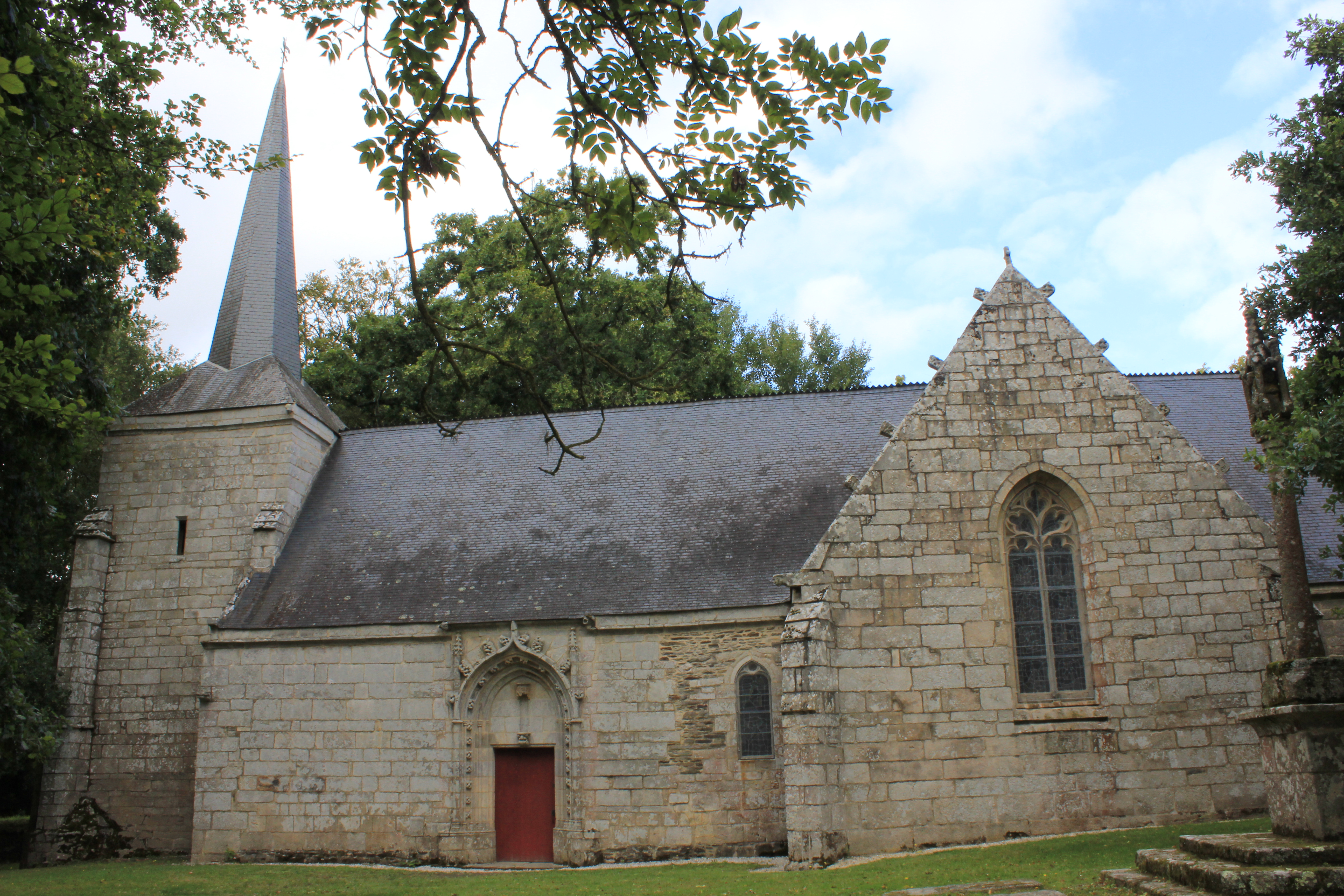
Kapelle Le Gohazé